# Boîte de chimie

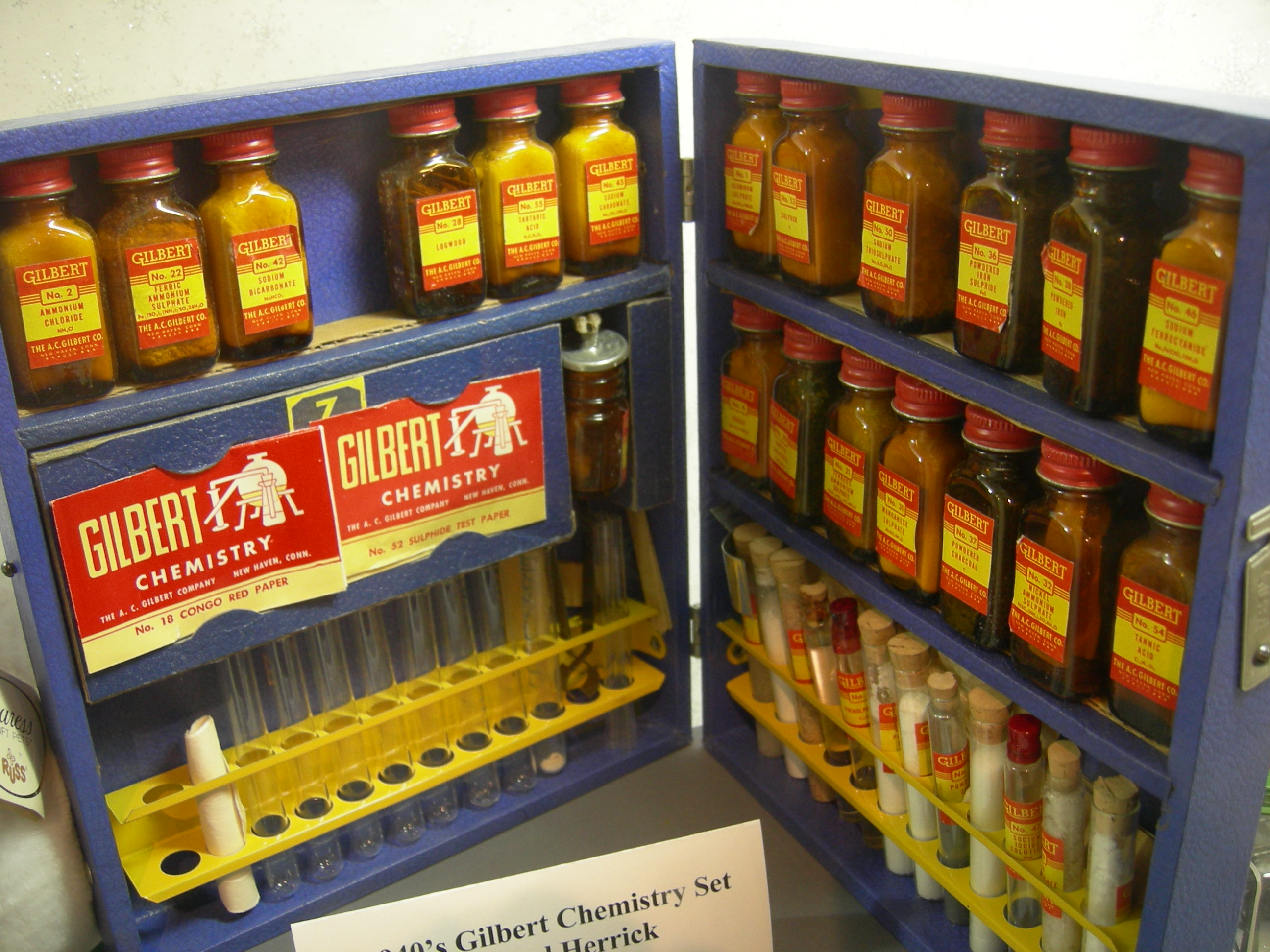
Boîte de chimie de marque Gilbert dans les années 1940.

Une boîte de chimie est un jeu éducatif permettant aux enfants de faire des expériences de chimie.  Les boîtes se distinguent par le nombre de réactifs et donc d'expériences réalisables.  Les produits utilisés sont en principe peu toxiques.  Les marques anglo-saxonnes les plus connues sont Chemcraft et Gilbert.
Une boîte typique contient des réactifs sous forme solide, de la verrerie de laboratoire, un brûleur à alcool, etc.
Les expériences sont essentiellement visuelles (changement de couleurs) (?).
Parmi les réactifs, on trouve :
- du chlorure de cobalt,
- du sulfate de cuivre,
- un ruban de magnésium,
- de la limaille de fer,
- du soufre,
- du sulfate de cuivre
- du sulfate ferreux
- un indicateur de pH
- du carbonate de sodium
- de l'acide tartrique
- du bicarbonate de sodium
- de l'acide citrique
- de l'hydroxyde de calcium
- du thiosulfate de sodium
- du sulfate de magnésium
- du chlorure de sodium
- de la teinture d'iode
- du permanganate de potassium
- de l'iodure de potassium
- du chlorure d'ammonium
- du sulfate de sodium
- du sulfate de nickel ammoniacal